# Barpeta (distrikt)
Barpeta är ett distrikt i Indien.   Det ligger i delstaten Assam, i den östra delen av landet, 1 400 km öster om huvudstaden New Delhi. Antalet invånare är 1 693 622. Arean är 3 245 kvadratkilometer. Barpeta gränsar till Chirang.
Terrängen i Barpeta är platt söderut, men norrut är den bergig.
Följande samhällen finns i Barpeta:
- Barpeta
- Barpeta Road
- Howli
- Sorbhog